# Нестор-літописець (золота монета)
«Не́стор-літопи́сець» — золота пам'ятна монета Національного банку України номіналом 50 гривень, присвячена давньоруському мислителю і літописцю, автору перших творів житійної літератури Нестору-літописцю, вершиною творчості якого стало літописне зведення «Повість врем'яних літ» (1113 рік) — невичерпне джерело історичних досліджень.
Монету введено в обіг 28 грудня 2006 року. Вона належить до серії «Духовні скарби України».

## Опис монети та характеристики
| Номінал грн. | Метал            | Маса, г       | Діаметр, мм | Якість виготовлення | Гурт    | Тираж, штук |
| ------------ | ---------------- | ------------- | ----------- | ------------------- | ------- | ----------- |
| 50           | золото 900 проби | 15,55 / 17,28 | 25,0        | пруф-лайк           | гладкий | 5 000       |

### Аверс
На аверсі монети зображено стилізований фрагмент (ліворуч) аркуша «Повісті временних літ» з початковими її рядками та розміщено: у центрі монети угорі — малий Державний Герб України, під яким у три рядки напис — «НАЦІОНАЛЬНИЙ БАНК УКРАЇНИ», унизу номінал — «50 ГРИВЕНЬ», рік карбування монети — 2006, позначення металу, його проби — 900, маса в чистоті — 15,55 та логотип Монетного двору Національного банку України.

### Реверс
На реверсі монети зображено стилізований іконографічний портрет Нестора (ліворуч), який пише свій твір, і розміщено написи: «НЕСТОР-ЛІТОПИСЕЦЬ» (праворуч вертикально) та «XI — XII ст». (унизу).

## Автори

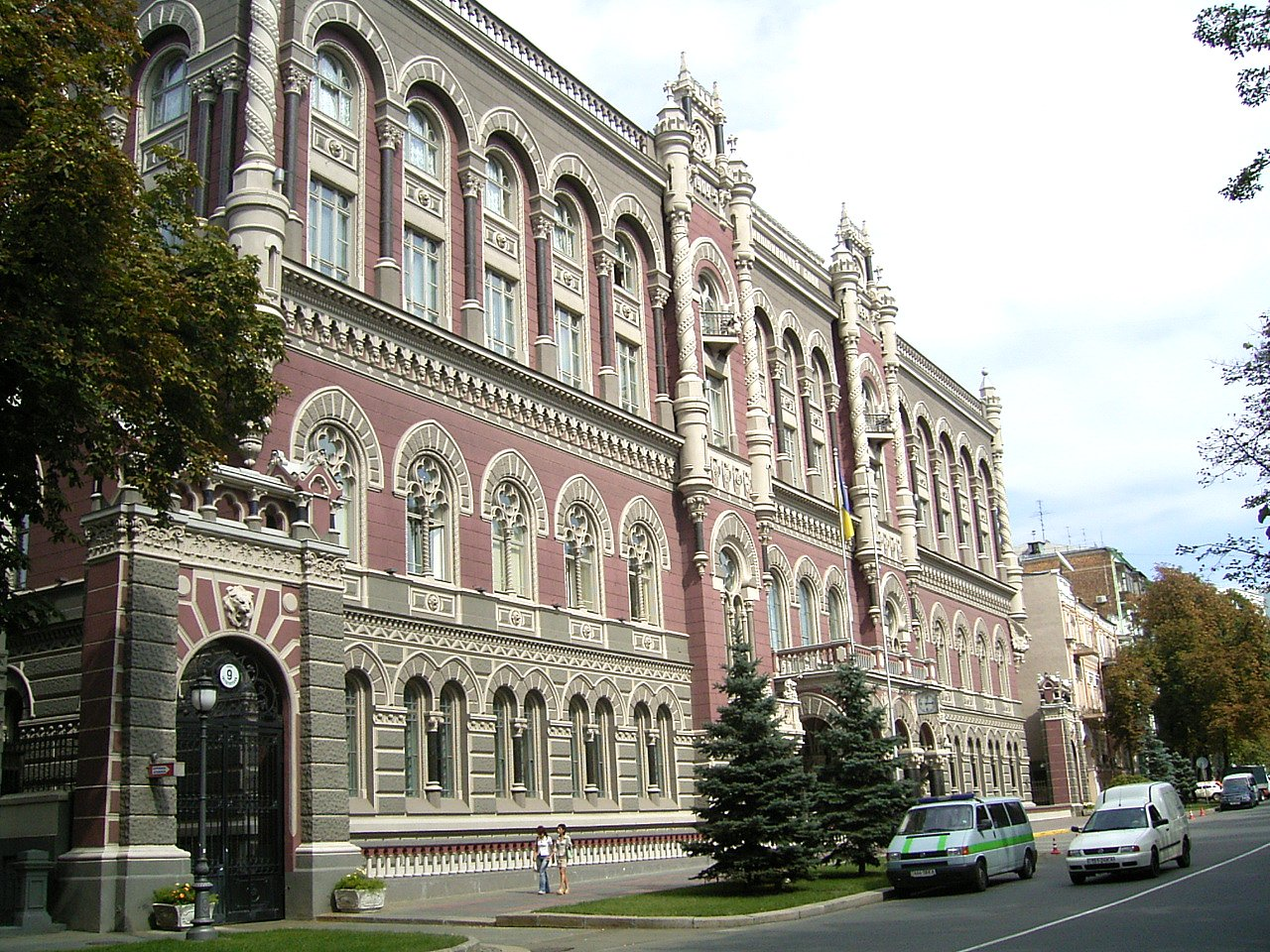
Будівля Національного банку України

- Художники: Таран Володимир, Харук Олександр, Харук Сергій.
- Скульптори: Чайковський Роман, Іваненко Святослав.

## Досягнення
- Перемога в номінації «Золота монета» на Міжнародному конкурсі пам'ятних монет «Монетне сузір'я — 2007» (Росія, Москва)[2].

## Вартість монети
Ціна монети — 7 528 гривень, була вказана на сайті Національного банку України у 2011 році.
Фактична приблизна вартість монети, з роками змінювалася так:
| Рік        | 2010  | 2011  | 2012  | 2013  | 2014  | 2015   | 2016   | 2017   | 2018   | 2019   | 2020   | 2021   | 2022   | 2023   | 2024   | 2025   |
| ---------- | ----- | ----- | ----- | ----- | ----- | ------ | ------ | ------ | ------ | ------ | ------ | ------ | ------ | ------ | ------ | ------ |
| Ціна, грн. | 5 600 | 7 500 | 8 000 | 7 300 | 8 500 | 18 900 | 19 000 | 20 000 | 21 200 | 21 000 | 25 300 | 30 000 | 42 000 | 45 000 | 59 000 | 76 000 |